# Francisco Antonio Maciel
Francisco Antonio Maciel (6 de septiembre de 1757 - 20 de enero de 1807), saladerista y filántropo uruguayo de la época de la colonia española. Fue conocido como el "padre de los pobres".

## Biografía
Nació en el Montevideo colonial, en el hogar de una familia destacada, originaria de las Islas Canarias. 
Mandó construir una finca en las márgenes del arroyo Miguelete, en donde después mandaría construir una capilla. Creó también un saladero muy importante.
En un momento en que se sintió la imperiosa necesidad de tener un hospital en Montevideo, Maciel fundó un hospital gratuito, que sostuvo con sus propios recursos. Al principio funcionaba en casillas de madera, luego donó un terreno propio para construir el edificio que sería precursor del Hospital de Caridad, que hoy lleva su nombre. En 1787 habilita una sala con once camas en un local de su propia casa y personalmente ayuda a los enfermos. Fue además creador de la institución Hermandad de la Caridad.
Fue uno de los mayores traficantes de esclavos de Montevideo.
Luchó durante las Invasiones Inglesas, muriendo en el Combate del Cordón, defendiendo a su ciudad. Su cuerpo no fue identificado, y fue sepultado junto con los numerosas caídos en el mismo lugar del desastre.
El nombre "Maciel" quedaría fijado en la historia uruguaya a raíz del denominado Congreso de Capilla Maciel celebrado en diciembre de 1813 en la Capilla del Niño Jesús, conocida como Capilla Maciel, que se encontraba en la quinta del ya fallecido filántropo sobre el arroyo Miguelete.